# 荣誉勋章 (游戏)
《荣誉勋章》是美国艺电1999年发行，由梦工厂制作的以第二次世界大战为背景的第一人称射击游戏，只为Playstation发行。斯皮尔伯格是该作的制作人。
斯皮尔伯格指出，制作电脑游戏的念头诞生于1997年，当时他的儿子正在N64上玩时人评价极高的名作《黄金眼007》，斯皮尔伯格旁观时认为这一类型游戏因表现力和代入感强而引人入胜。当时正逢他导演《拯救大兵瑞恩》期间，认定将“二战”背景和“黄金眼”游戏形式相结合，一定能产生名作。于是在他倡议下梦工厂专门成立了游戏部门。《荣誉勋章》便由此制作组历时将近两年开发完成，广受好评并逐渐发展成电脑游戏史上影响力最大的游戏系列之一。
《荣誉勋章》讲述美国战略情报局（OSS）特务吉米·帕特森深入敌后执行任务的故事。分为7大章节和20余个关卡。游戏的内容主要是孤军深入的特种作战，摧毁纳粹各种二战中广为人知的先进军事目标，如火车炮，U型潜艇，重水工厂和V2火箭等等。吉米如果以高水平完成任务，则可能获得各种军事勋章。如果所有任务都夺得勋章，游戏结束时会被授予最高军事奖励“国会荣誉勋章”。

## 评价和影响
该游戏在发行即当年获得广泛好评，次年（2000年）即得到象征高销量的“白金版”称号并按惯例发行再版。当时的主要游戏媒体如Gamespot和IGN，均给出游戏8分以上（满分10分）的评价。评价者主要表扬本游戏从得来的灵感和电影般的音效，和从敌兵富于变化的反应上体现出较强的人工智能。到2002年Playstation游戏中止发行，在Playstation杂志盖棺定论的评比中，“荣誉勋章”夺得“史上最佳25”的第21名。可以说，初版《荣誉勋章》奠定了“现代FPS游戏”的所有基本要素。
但由于仅限Playstation平台发布的缘故，很多没有该游戏机的玩家，比如Windows PC玩家，就错失了接触这款游戏的机会。而且客观讲，虽然本游戏几乎发挥出PS1平台的最高潜能，但PS1 VCD级别的图形机能毕竟非常有限，导致此作的图像质量比较勉强。总体上说，作为《荣誉勋章》系列首作，这款游戏的知名度和普及度并没达到应得的高度。制作方没有将其移植到PC平台，可能是考虑到不希望这部刚出道的作品和PC上已经形成规模和系列的同类产品竞争。两年后（2001年）EA在PC上推出的《荣誉勋章：联合袭击》可看作是本作的高画质复刻版，系列也借此达到FPS领头羊的高度，以至很多人误认为“反攻諾曼第”才是“荣誉勋章”系列的首作。
故事情节上，《荣誉勋章》也属使用二战历史题材的先驱之一。更早的FPS游戏更多使用现代背景（如三角洲部队）或虚构时空背景（如“Quake”系列）。二战题材在广受好评的同时也带来一定争议。在德国，《荣誉勋章》因为游戏使用了历史性的纳粹卐字旗，而德国法律规定纳粹的卐字旗只能用于历史原始资料（如纪录片）中，曾成为社会焦点问题。2000年德国政府裁定《荣誉勋章》可能危害到青少年的身心健康，遂定位其为成人游戏，玩家必须满18岁凭身份证购买，且不得在公众传媒上做商业广告。关于万字在游戏中的使用，一部分人认为应当尊重而不是回避历史，另一部分人认为其涉嫌向青少年宣传纳粹思想。之后出版的游戏，很多在万字问题上妥协，比如使用其他符号（如“重返德军总部”）或以德军传统的“铁十字”（如IL-2 Sturmovik）代替万字，以尽量撇清和希特勒纳粹的关系。